# 뉴질랜드 비핵지대
1984년 데이비드 롱이가 뉴질랜드의 총리로 있을 때, 뉴질랜드 항구를 사용하거나 뉴질랜드 해역에 들어오는 핵 추진 또는 핵무기를 장착한 선박을 금지했다. 1987년 제정된 뉴질랜드 비핵 지대, 군비 축소 및 군비 통제법에 따라 뉴질랜드의 영해, 육지 및 영공이 비핵 지대로 지정되었다. 이 법은 이후로 뉴질랜드 외교 정책의 일환으로 유지되어 왔다.
이 법은 “추진력이 전적으로 또는 부분적으로 핵에 의존하는 선박이 뉴질랜드의 영내 수역(반경 12해리 또는 약 22.2km)으로 진입하는 것”을 금지하고, 비핵 지대 내에서의 방사성 폐기물 투기를 금지하며, 뉴질랜드 시민이나 거주자가 “핵 폭발 장치를 제조, 획득, 소유하거나 이에 대한 통제권을 갖는 것”을 금지하고 있다. 비핵 지대 법은 원자력 발전소, 핵 연구 시설, 방사성 동위원소 사용 또는 기타 육지 기반 핵 활동을 금지하지 않지만, 현재 뉴질랜드에는 이러한 연구 시설이나 발전소가 없다.
군비 축소 및 군비 통제법이 롱이 총리가 이끄는 노동당 정부에 의해 통과된 후, 미국 정부는 뉴질랜드와의 ANZUS 의무를 중단했다. 이 법안은 뉴질랜드가 독립적인 국가로 성장하는 데 중요한 이정표였으며, 주권, 자결권 및 문화적 정체성의 중요한 행위로 간주되었다. 뉴질랜드의 40년 간의 반핵 운동은 비핵 지대 지위를 법으로 보장받은 세계 유일의 성공적인 운동이다.